# Арканзас (окръг, Арканзас)
Окръг Арканзас (на английски: Arkansas County) е окръг в щата Арканзас, Съединени американски щати. Площта му е 2699 km², а населението – 19 019 души (2010). Административен център е град Щутгарт.